# Синицына, Анастасия
Анастасия Синицына (эст. Anastassia Sinitsina; род. в 2004 году) — эстонская шахматистка, чемпионка Эстонии по шахматам (2021, 2022, 2023), мастер ФИДЕ среди женщин (2018).

## Биография
С середины 2010-х годов Анастасия Синицына является одной из ведущих молодых шахматисток Эстонии.
В 2014 году она выиграла бронзовую медаль на юношеском чемпионате Европы по шахматам в возрастной категории девочек до 10 лет. Также в этом году она выиграла чемпионат Европы по шахматам среди девочек по быстрым шахматам и блицу в возрастных категориях до 10 лет.
В 2016 году Анастасия Синицына выиграла бронзовую медаль чемпионата Эстонии по шахматам среди женщин после плей-офф турнира. В апреле 2017 в Риге Анастасия Синицына участвовала в личном чемпионате Европы по шахматам среди женщин.
В 2018 году Анастасия Синицына выиграла чемпионаты Эстонии по шахматам среди девушек до 14 лет и чемпионат Эстонии по шахматам среди юношей до 16 лет.
В 2021 году она выиграла чемпионат Эстонии по шахматам среди женщин.
В 2022 году Анастасия Синицына выиграла чемпионат Эстонии по шахматам среди женщин.
В 2023 году Анастасия Синицына в третый раз подряд выиграла чемпионат Эстонии по шахматам среди женщин, а также завоевала серебро в открытом чемпионате Эстонии. В августе 2023 года была лучшей среди женщин в турнире «А» на шахматном фестивале «РТУ Опен».

## Изменения рейтинга
| Графики недоступны из-за технических проблем. См. информацию на Фабрикаторе и на mediawiki.org. |